# Nemzeti Párt (Dél-afrikai Köztársaság)
A Nemzeti Párt (afrikaans: Nasionale Party, NP), más néven Nacionalista Párt egy már megszűnt dél-afrikai politikai párt.

## Története
1914-ben alapították. A párt búr (afrikáner) nacionalista volt, amely a búrok érdekeit hirdette Dél-Afrikában. Fő pártprogramjuk az apartheid volt, ami a dél-afrikai állampolgárokat bőrszín szerint osztályozta és a fekete dél-afrikaiakat szegregálta. Az ENSZ számos tagja bírálta az apartheid rendszert, így 1984-ben kereskedelmi embargóval súlytották a Dél-afrikai területeket. Ezután a Nemzeti Párt népszerűsége jelentősen lecsökkent a szavazási engedéllyel rendelkező fehérek körében is. 1992-ben az akkor regnáló F.W. de Klerk államelnök referendumot írt ki az apartheid eltörlésére, a népszavazást az apartheidellenesek nyerték meg, így az ország 1994-ben  megtarthatta az első olyan választást, ahol feketék is indulhattak. De Klerk időközben elkezdte az addig szélsőjobboldali pártot a mérsékelt jobbközép felé irányítani, de a párt rohamos zsugorodása miatt de Klerk lemondott az alelnöki posztjáról (1994-től Mandelával alakított „nemzeti egyesítési kormányt”) de Klerk nélkül a párt végül 1997-re szétmorzsolódott, és feloszlatták. Utódpártja a 2005-ben megszűnt polgári konzervatív Új Nemzeti Párt (NNP) volt.

## Választási eredményei

### Választások a Népgyűlésbe

A Nemzeti Párt zászlaja

| Választás | Pártvezető            | Szavazatok | Voksok % | Elnyert mandátumok | +/– | Pozíció | A párt státusza     |
| --------- | --------------------- | ---------- | -------- | ------------------ | --- | ------- | ------------------- |
| 1915      | J. B. M. Hertzog      | 75,623     | 29.41%   | 27 / 130           | 27  | 3.      | ellenzék            |
| 1920      | J. B. M. Hertzog      | 90,512     | 32.62%   | 44 / 134           | 17  | 1.      | ellenzék            |
| 1921      | J. B. M. Hertzog      | 105,039    | 36.83%   | 45 / 134           | 1   | 2.      | ellenzék            |
| 1924      | J. B. M. Hertzog      | 111,483    | 35.25%   | 63 / 135           | 18  | 1.      | Koalíció NP-SALP    |
| 1929      | J. B. M. Hertzog      | 141,579    | 41.16%   | 78 / 148           | 15  | 1.      | Koalíció NP-SALP    |
| 1933      | J. B. M. Hertzog      | 101,159    | 31.61%   | 75 / 150           | 3   | 1.      | kormánypárt         |
| 1938      | Daniël François Malan | 259,543    | 31.31%   | 27 / 150           | 48  | 2.      | ellenzék            |
| 1943      | Daniël François Malan | 321,601    | 36.7%    | 43 / 150           | 16  | 2.      | ellenzék            |
| 1948      | Daniël François Malan | 401,834    | 37.7%    | 70 / 150           | 27  | 1.      | kormánypárt         |
| 1953      | Daniël François Malan | 598,718    | 49.48%   | 94 / 156           | 24  | 1.      | kormánypárt         |
| 1958      | J. G. Strijdom        | 642,006    | 55.34%   | 103 / 156          | 9   | 1.      | kormánypárt         |
| 1961      | Hendrik Verwoerd      | 370,395    | 46.11%   | 105 / 166          | 2   | 1.      | kormánypárt         |
| 1966      | Hendrik Verwoerd      | 759,331    | 58.31%   | 126 / 166          | 21  | 1.      | kormánypárt         |
| 1970      | John Vorster          | 820,968    | 54.43%   | 118 / 166          | 8   | 1.      | kormánypárt         |
| 1974      | John Vorster          | 636,586    | 57.1%    | 123 / 171          | 5   | 1.      | kormánypárt         |
| 1977      | John Vorster          | 689,108    | 64.8%    | 134 / 165          | 11  | 1.      | kormánypárt         |
| 1981      | P. W. Botha           | 777,558    | 56.96%   | 131 / 165          | 3   | 1.      | kormánypárt         |
| 1987      | P. W. Botha           | 1,075,642  | 52.3%    | 123 / 166          | 8   | 1.      | kormánypárt         |
| 1989      | F. W. de Klerk        | 1,039,704  | 48.2%    | 94 / 166           | 29  | 1.      | kormánypárt         |
| 1994      | F. W. de Klerk        | 3,983,960  | 20.39%   | 82 / 166           | 12  | 2.      | Koalíció ANC-NP-IFP |

## Elnökei
| # | Portré                                                                    | Név                               | Hivatali idő        | Hivatali idő        |
| - | ------------------------------------------------------------------------- | --------------------------------- | ------------------- | ------------------- |
| 1 |                                                                           | J. B. M. Hertzog (1866–1942)      | 1914. július 1.     | 1934                |
| 2 |                                                                           | Daniel François Malan (1874–1959) | 1934                | 1954                |
| 3 |                                                                           | J. G. Strijdom (1893–1958)        | 1954                | 1958. augusztus 24. |
| 4 | Zuid Afrikaanse premier dr. H. Verwoerd, Bestanddeelnr 911-1297 (cropped) | Hendrik Verwoerd (1901–1966)      | 1958. augusztus 24. | 1966. szeptember 6. |
| 5 |                                                                           | John Vorster (1915–1983)          | 1966. szeptember 6. | 1978. október 2.    |
| 6 |                                                                           | P. W. Botha (1916–2006)           | 1978. október 2.    | 1989. augusztus 15. |
| 7 |                                                                           | F. W. de Klerk (1936–2021)        | 1989. augusztus 15. | 1997                |

## Fordítás
- Ez a szócikk részben vagy egészben  a   Nasionale Party című angol Wikipédia-szócikk ezen változatának fordításán alapul.  Az eredeti cikk szerkesztőit annak laptörténete sorolja fel. Ez a jelzés csupán a megfogalmazás eredetét és a szerzői jogokat jelzi, nem szolgál a cikkben szereplő információk forrásmegjelöléseként.